# Piano Concerto No. 26 (Mozart)
Concerto cho piano số 26, cung Rê trưởng, K. 537 là bản concerto dành cho piano và dàn nhạc giao hưởng của nhà soạn nhạc người Áo Wolfgang Amadeus Mozart. Tác phẩm được hoàn thành vào ngày 24 tháng 2 năm 1788. Nó được trình diễn vào ngày mà vua Leopold II của Đế quốc La Mã Thần thánh đăng quang tại Frankfurt, nên còn được gọi là concerto Đăng quang. Tác phẩm gồm 3 chương:
- Allegro
- Larghetto
- Allegretto